# محطة قطار حمام ربي
محطة حمام رَبِّي هي محطة قطار جزائرية سابقة تقع في بلدية أولاد خالد بولاية سعيدة.

## الموقع
تقع المحطة على ارتفاع 654,94 متر فوق مستوى سطح البحر، عند نقطة الكيلومترية  (PK) 195,300 من الخط الممتد من وهران إلى قنادسة [الفرنسية]، حيث تسبقها محطة سيدي اعمر القديمة وتتبعها محطة الرباحية القديمة .

## التاريخ
خلال فترة الاستعمار، كانت المحطة تسمى محطة المياه الحارة (بالفرنسية: Eaux-Chaudes). شُغلت المحطة في 28 سبتمبر 1879 أثناء افتتاح خط السكة الحديد الضيق القديم بعرض 1 055 ملم من أرزيو إلى سعيدة حيث تسبقها محطة فرانشيتي (محطة سيدي عمار) وتلتها محطة نازرق-فلينوا (محطة الرباحية).